# Granatiere (F 585)
nave Granatiere è stata un'unità missilistica della Marina Militare  italiana tipo Lupo inizialmente costruita, insieme ad altre tre unità, per l'Iraq, ma che a causa dell'embargo, dovuto prima alla guerra Iran-Iraq e poi alla prima Guerra del Golfo, non venne mai consegnata agli iracheni e che dopo essere stata sottoposta ad una serie di lavori allo scafo, alle macchine, alle strutture, e soprattutto ai sensori di scoperta e alle telecomunicazioni per essere adeguata agli standard NATO, entrò in servizio nella Marina Militare Italiana il 20 marzo 1996 venendo classificata Pattugliatore di Squadra.
Alla nave, varata a Riva Trigoso il 14 novembre 1985 era stato attribuito il nome al-Qadisiyya e la matricola  F 16.
Dal 1996 al 2001, ebbe come base operativa La Spezia per poi essere trasferita di base a Taranto.
Il 30 settembre 2015 alle 10.30 il pattugliatore è stato ritirato dal servizio. L'ammaina bandiera si è svolta nel posto di ormeggio numero 14 della stazione navale in Mar Grande a Taranto. La cerimonia è avvenuta alla presenza del capo di Stato maggiore della Marina Militare, ammiraglio Giuseppe De Giorgi, e delle autorità militari e civili di Taranto.
Il 18 giugno 2021 ha lasciato Taranto a rimorchio con destinazione Aliaga (Turchia) dove è stata demolita.

## Servizio
La nave ha ricevuto la Bandiera di combattimento in una cerimonia congiunta con le unità gemelle “Artigliere”, “Aviere” e “Bersagliere” il 5 luglio 1996. A consegnare la bandiera di combattimento è stato il generale Roberto Di Nardo, Presidente Nazionale dell'Associazione Granatieri di Sardegna, che unitamente al vessillo ha consegnato al Comandante della nave, a nome dell'Associazione, un artistico cofano in legno intarsiato per la conservazione della Bandiera.
L'unità ha avuto una vita operativa intensa.
Impiegata dalla sua entrata in servizio principalmente in attività di pattugliamento anti-immigrazione, nel corso della stessa attività, nel luglio 2001, in navigazione nel Basso Jonio, si distinse nel recupero di circa 650 profughi, che raccolse in alto mare sbarcandoli successivamente a Crotone.
Nel 2001, l'unità cambiò la sua base operativa, venendo ridislocata a Taranto, dopo che le prime unità della classe Lupo, dislocate nella base della città pugliese andavano progressivamente in disarmo per raggiunti limiti d'età.
Nel 2002, dopo una breve sosta per effettuare il carenaggio, svolse due importanti attività a livello internazionale, prima la STANAVFORLANT, che durò dall'11 aprile al 7 luglio, seguita dalla STANAVFORMED, dal 9 settembre sino al 4 novembre. In queste due attività, la nave toccò i porti di Suda a Creta, Aksaz in Turchia, Spalato in Croazia, Tunisi in Tunisia.
Nel 2003, fu una delle prime navi italiane a toccare il porto di Tripoli, nell'ambito della distensione dei rapporti fra la Libia di Gheddafi e l'Italia.
Nel biennio 2004-05 effettuò una lunga sosta a Taranto, per lavori programmati.
Il 2005 è stato però l'anno che l'ha vista essere presente in ben due oceani del globo. Dal maggio dello stesso anno sino a luglio, ha visitato i porti di Lisbona in Portogallo, Cadice e Rota in Spagna poi, dopo una breve sosta a Taranto, venne a sorpresa chiamata in Oceano Indiano e precisamente nel Corno d'Africa per la difesa del traffico mercantile dalla pirateria. La nave, con un breve preavviso di soli quindici giorni, fu capace di essere in grado di muovere per una lunga attività e fra l'altro, nel corso delle operazioni di contrasto e scorta alle navi mercantili nazionali che battevano nella zona, come la Jolly Marrone, nel golfo di Aden ha dato soccorso a dei naufraghi somali che erano stati recuperati da un mercantile danese. Tra i naufraghi donne i bambini, tra cui uno nato in mare il giorno precedente. Dopo aver dato soccorso con il personale sanitario di bordo il pattugliatore Granatiere ha scortato il mercantile nel porto di Gibuti dove i naufraghi sono stati sbarcati. Come nel 2001, con i clandestini recuperati al largo di Crotone, la nave tornò agli onori della cronaca in Italia, dove la notizia rimbalzò nelle principali testate giornalistiche. Durante questa lunga attività, la nave toccò i porti di Gibuti e Salala nell'Oman, facendo ritorno a Taranto il 25 novembre del 2005.
Le unità della Classe Soldati sono considerate dalla Marina Militare giunte ai limiti operativi. Il piano di dismissione, ne prevede la messa in disarmo nella sequenza Artigliere, Granatiere, Aviere, Bersagliere. Nave Artigliere è in disarmo dal 2013, mentre per Nave Granatiere il ritiro dal servizio previsto nel 2014 e stato poi differito al 2015.

## Galleria d'immagini

immagini prima e dopo il trasferimento all'Italia
Il Granatiere negli anni ottanta all'Arsenale di La Spezia in allestimento per l'Iraq con il nome Al-Qadisiyya
Il Granatiere durante un rifornimento in mare durante l'esercitazione Active Endeavour nel Mediterraneo orientale

## Nome

Il precedente Granatiere

Questa è la terza unità a portare il nome Granatiere. La prima unità fu un cacciatorpediniere costruito nel Cantiere Ansaldo di Genova, varato nel 1906, entrato in servizio nella Regia Marina nel 1907 e rimasto in servizio fino al 1927, dopo che nel 1921 era stato classificato torpediniera.
La seconda unità fu un cacciatorpediniere Classe Soldati I serie costruito a Palermo, in servizio dal 1º febbraio 1939, che prese parte alla seconda guerra mondiale, durante la quale ebbe delle modifiche all'armamento ed installato l'ecogoniometro.
Sopravvissuto al conflitto il Granatiere nel dopoguerra entrò a far parte della Marina Militare Italiana. L'unità, riammodernata nel 1952 andò in disarmo il 1º luglio 1958 dopo essere stata classificata fregata nell'ultima parte della sua vita operativa.